# Luis Ernesto Leal
Luis Ernesto Leal Placencia (21 luglio 1929 – 12 luglio 2013) è stato un calciatore cileno di ruolo difensore.

## Carriera
Con la Nazionale cilena ha partecipato alle Olimpiadi del 1952.